# Cotesia balli
Cotesia balli är en stekelart som beskrevs av Oltra och Michelena 1989. Cotesia balli ingår i släktet Cotesia och familjen bracksteklar. Inga underarter finns listade i Catalogue of Life.